# Liste des chefs-lieux de comté du Québec
Pour un article plus général, voir comtés au Canada.
Cette liste contient tous les chefs-lieux de comté du Québec par ordre alphabétique de nom de chef-lieu.  Pour la même liste par ordre alphabétique du nom de comté, veuillez consulter la page Liste des comtés du Québec qui accompagne cette liste.
- Alma : Comté de Lac-Saint-Jean-Est
- Amqui : Comté de Matapédia
- Arthabaska : Comté d'Arthabaska
- Ayer's Cliff : Comté de Stanstead
- Baie-Saint-Paul : Comté de Charlevoix-Ouest
- Beauceville : Comté de Beauce
- Beauharnois : Comté de Beauharnois
- Bécancour : Comté de Nicolet
- Bedford : Comté de Missisquoi
- Berthierville : Comté de Berthier
- Campbell's Bay : Comté de Pontiac
- Cap-Santé : Comté de Portneuf
- Château-Richer : Comté de Montmorency No. 1
- Chicoutimi : Comté de Chicoutimi
- Cookshire : Comté de Compton
- Coteau-Landing : Comté de Soulanges
- Drummondville : Comté de Drummond
- Ham-Sud : Comté de Wolfe
- Hull : Comté de Hull
- Huntingdon : Comté de Huntingdon (Québec)
- Iberville : Comté d'Iberville
- Joliette : Comté de Joliette
- Knowlton : Comté de Brome
- Lachute : Comté d'Argenteuil
- Lac-Mégantic : Comté de Frontenac
- La Malbaie : Comté de Charlevoix-Est
- Laprairie : Comté de Laprairie;
- L'Assomption : Comté de L'Assomption
- Laval : Comté d'Ile-Jésus ; originellement Sainte-Rose avant la fusion de toutes municipalités du comté en une seule entité
- Leeds : Comté de Mégantic
- Longueuil : Comté de Chambly
- Louiseville : Comté de Maskinongé
- Maniwaki : Comté de Gatineau
- Marieville : Comté de Rouville
- Matane : Comté de Matane
- Mont-Laurier : Comté de Labelle
- Montmagny : Comté de Montmagny
- Montréal : Comté d'Ile-de-Montréal
- Napierville : Comté de Napierville
- New Carlisle : Comté de Bonaventure
- Notre-Dame-du-Lac : Comté de Témiscouata
- Papineauville : Comté de Papineau
- Percé : Comté de Gaspé-Est
- Ville de Québec : Comté de Québec (Capitale)
- Richmond : Comté de Richmond
- Rimouski : Comté de Rimouski
- Rivière-du-Loup : Comté de Rivière-du-Loup
- Roberval : Comté de Lac-Saint-Jean-Ouest
- Sainte-Anne-des-Monts : Comté de Gaspé-Ouest
- Sainte-Croix : Comté de Lotbinière
- Sainte-Famille : Comté de Montmorency No. 2
- Saint-François-du-Lac : Comté de Yamaska
- Sainte-Geneviève : Comté de Champlain
- Saint-Hyacinthe : Comté de Saint-Hyacinthe
- Sainte-Hénédine : Comté de Dorchester
- Saint-Jean : Comté de Saint-Jean
- Saint-Jean-Port-Joli : Comté de L'Islet
- Saint-Jérôme : Comté de Terrebonne
- Sainte-Julienne : Comté de Montcalm
- Saint-Liboire : Comté de Bagot
- Sainte-Martine : Comté de Châteauguay
- Saint-Pascal : Comté de Kamouraska
- Saint-Raphaël : Comté de Bellechasse
- Saint-Romuald : Comté de Lévis
- Sainte-Scholastique : Comté de Deux-Montagnes
- Sherbrooke : Comté de Sherbrooke
- Sorel : Comté de Richelieu
- Tadoussac : Comté de Saguenay
- Vaudreuil : Comté de Vaudreuil
- Verchères : Comté de Verchères
- Ville-Marie : Comté de Témiscamingue
- Waterloo : Comté de Shefford
- Yamachiche : Comté de Saint-Maurice

- Comté d'Iles-de-la-Madeleine
- Comté d'Abitibi